# Omméel
Omméel est une ancienne commune française, située dans le département de l'Orne en région Normandie, peuplée de 112 habitants (les Omméellois), devenue le 1er janvier 2017 une commune déléguée au sein de la commune nouvelle de Gouffern en Auge.

## Géographie
| Chambois      | Coudehard, Saint-Pierre-la-Rivière | Saint-Pierre-la-Rivière                     |
| Chambois, Fel | Omméel                             | Saint-Pierre-la-Rivière, Avernes-sous-Exmes |
| Villebadin    | Villebadin                         | Villebadin                                  |

## Toponymie
Le nom de la localité est attesté sous les formes Ulmiri (génitif) en 1046 et 1048, et Ommel vers 1335. L'origine en est le latin ulmus, « orme »,.

## Histoire
En 1814, Omméel (284 habitants en 1806) absorbe Avenelles (302 habitants) au nord de son territoire.

## Politique et administration
| Période                                  | Période                  | Identité         | Étiquette | Qualité                                   |
| ---------------------------------------- | ------------------------ | ---------------- | --------- | ----------------------------------------- |
| Les données manquantes sont à compléter. |                          |                  |           |                                           |
| 1919                                     | mars 1959                | Émile Leperdriel |           |                                           |
| mars 1959                                | ?                        | Édouard Lottin   |           |                                           |
| mars 1971                                | février 1980 (démission) | Gérard Degrotte  |           |                                           |
| mars 1980                                | mars 1989                | René Girard      |           | Agriculteur                               |
| mars 1989                                | mars 2000 (démission)    | André Avrilleux  |           | Retraité, ancien résistant FFL            |
| mars 2000                                | mars 2014                | Romain Blanchet  | SE        | Agriculteur                               |
| mars 2014                                | décembre 2016            | Alain Sellier    | SE        | Cadre de l'enseignement agricole retraité |

Le conseil municipal était composé de onze membres dont le maire et deux adjoints.

## Démographie
L'évolution du nombre d'habitants est connue à travers les recensements de la population effectués dans la commune depuis 1793. À partir du 1er janvier 2009, les populations légales des communes sont publiées annuellement dans le cadre d'un recensement qui repose désormais sur une collecte d'information annuelle, concernant successivement tous les territoires communaux au cours d'une période de cinq ans. 
Pour les communes de moins de 10 000 habitants, une enquête de recensement portant sur toute la population est réalisée tous les cinq ans, les populations légales des années intermédiaires étant quant à elles estimées par interpolation ou extrapolation. Pour la commune, le premier recensement exhaustif entrant dans le cadre du nouveau dispositif a été réalisé en 2005,.
En 2021, la commune comptait 112 habitants, en évolution de −13,85 % par rapport à 2015 (Orne : −1,53 %, France hors Mayotte : +2,49 %).
Omméel a compté jusqu'à 464 habitants en 1820.
| 1793 | 1800 | 1806 | 1821 | 1836 | 1841 | 1846 | 1851 | 1856 |
| ---- | ---- | ---- | ---- | ---- | ---- | ---- | ---- | ---- |
| 204  | 198  | 284  | 464  | 333  | 370  | 358  | 342  | 304  |

| 1861 | 1866 | 1872 | 1876 | 1881 | 1886 | 1891 | 1896 | 1901 |
| ---- | ---- | ---- | ---- | ---- | ---- | ---- | ---- | ---- |
| 288  | 276  | 268  | 258  | 254  | 229  | 214  | 212  | 191  |

| 1906 | 1911 | 1921 | 1926 | 1931 | 1936 | 1946 | 1954 | 1962 |
| ---- | ---- | ---- | ---- | ---- | ---- | ---- | ---- | ---- |
| 202  | 193  | 196  | 207  | 215  | 224  | 223  | 236  | 213  |

| 1968 | 1975 | 1982 | 1990 | 1999 | 2005 | 2010 | 2015 | 2019 |
| ---- | ---- | ---- | ---- | ---- | ---- | ---- | ---- | ---- |
| 164  | 130  | 107  | 110  | 103  | 109  | 125  | 130  | 113  |

| 1793 | 1800 | 1806 |
| ---- | ---- | ---- |
| 272  | 257  | 302  |

## Lieux et monuments
- Église Sainte-Anne d'Avenelles, des XVIe et XVIIe siècles[12].
- L'église Saint-Pierre d'Omméel a été détruite en 1869[13].